# Peter Köster (Bildhauer)

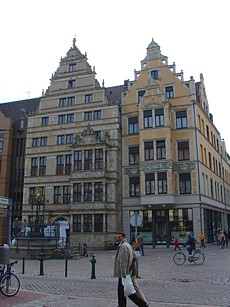
Das Leibnizhaus in Hannover

Peter Köster (* um 1621, Geburtsort unbekannt; † begraben am 21. Juni 1669 in Hannover; auch Koster, Kuster, Küster) war ein deutscher Bildhauer.

## Leben
Abgesehen von seiner Hochzeit mit Catharina Schrader (1663 in Hannover) sind nur wenige Lebensdaten Peter Kösters überliefert. Er war Schüler von Ludolf Witte und galt als der kreativste Bildhauer seiner Zeit in Hannover. Sein Hauptwerk sind die Steinarbeiten an der Fassade des Leibnizhauses (1652 erbaut). Bis zu seiner völligen Zerstörung während der Luftangriffe auf Hannover 1943 im Zweiten Weltkrieg galt es als das schönste Renaissancehaus der Stadt. Beim Wiederaufbau des Leibnizhauses von 1981 bis 1983 am Holzmarkt in Hannover wurde es nach alten Unterlagen und Fotos rekonstruiert.
Daneben schuf Köster zahlreiche, meist nicht mehr erhaltene Grabsteine. Erhalten sind ein Relief am Grab Cord Höllings (um 1660) im Innern der Neustädter St.-Johannis-Kirche, sowie der Hanebut-Grabstein (ca. 1661) in der St.-Nicolai-Kirche in Hannover-Bothfeld. Peter Köster wird als der „Meister des Leibnizhauses“ bezeichnet.

## Ehrungen
Die 1927 angelegte Peter-Köster-Straße in Groß-Buchholz wurde nach dem Bildhauer benannt.

## Werke
- Ein Wappen des Herzogs Georg Wilhelm von Braunschweig-Lüneburg von 1649 ist an der Nordseite des ehemaligen herzoglichen Zeughauses (heute: Historisches Museum am Hohen Ufer) in der Straße Roßmühle integriert.[1]
- Fassade des Leibnizhauses in Hannover (Rekonstruktion des Zustands von 1893)
- Für Jasper Hanebuths 1661 verstorbenen jüngeren Bruder Hinrich schuf der Köster einen Grabstein,[2] der noch heute in der St.Nicolai-Kirche in Bothfeld zu finden ist.[3] Außerdem gibt es einen weiteren Grabstein Kösters außerhalb dieser Kirche.[4]
- Grabrelief für den Bürger Cord Hölling (etwa 1660), im Inneren der Neustädter St.-Johannis-Kirche
- Grabsteine auf dem Alten St.-Nikolai-Friedhof in Hannover.[5] Darüber hinaus gibt es zahlreiche, meist nicht mehr vorhandene oder stark verwitterte Grabsteine in und um Hannover. So gab es bis 1943 in Hannover-Linden das Grabmal des Heinrich Plenge (gestorben 1657) als Reliefdarstellung mit seinen Söhnen und Töchtern mit einem Abbild der alten Lindener Kirche im Hintergrund.[6]
- Die Wappentafel im Kreuzkirchenviertel, Kreuzstraße 11, am Standort des ehemaligen Schneideramtshauses stammt mutmaßlich von Köster. Die Inschrift lautet: „DAS AMPT DER SCHNEIDER GILHAUS“; die rechts ursprüngliche Ergänzung „IST GEBAUWET ANNO DOMMINI 1669“ wurde im Nationalsozialismus ersetzt durch „WIEDERERRICHTET IM JAHRE 1939“.[7]
- Bei Ausgrabungen am Alten Rathaus in Hannover wurde ein Stein-Relief mit hannoverschem Stadtwappen gefunden, sowie eines von Hans Nottelmann dem Älteren. Beide Reliefs werden als Kulturgut vom Historischen Museum am Hohen Ufer aufbewahrt.[8]